# Серафимовка (Иркутская область)
Серафи́мовка — деревня в Тайшетском районе Иркутской области России. Входит в состав Березовского муниципального образования. 

## География
Деревня находится примерно в 11 км к югу от районного центра.

## Население
| 2002 | 2010 | 2011 | 2012 |
| ---- | ---- | ---- | ---- |
| 2    | ↘1   | →1   | ↗2   |

По данным Всероссийской переписи, в 2010 году в деревне проживал 1 мужчина.